# کارت ویزیت (سی‌دی‌وی)

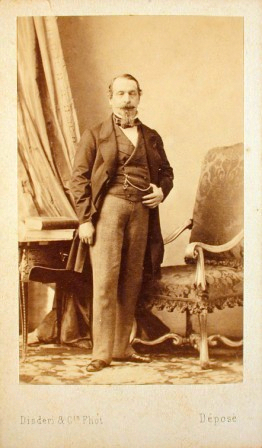
کارت ویزیت ناپلئون سومدر ۱۸۵۹ توسط ایگن دیسری، که فرمت (سی‌دی‌وی) را گسترده و متداول کرد

کارت ویزیت (سی‌دی‌وی) یا کارت بازدید، (به فرانسوی: Carte de visite) به اختصار CdV، گونه‌ای از نگارهٔ کوچک بود که در سال ۱۸۵۴ توسط عکاس اندی آدولفه ایگن دیسری در پاریس ثبت شد، هرچند برای نخستین‌بار توسط لوئیس داودرو مورد استفاده قرار گرفت. این گونه عکس معمولاً از راه چاپ آلبوم ساخته می‌شد که یک نگارهٔ کاغذی نازکی بود که بر روی کارت کاغذی ضخیم‌تری نصب شده بود. اندازهٔ یک کارت ویزیت ۵۴٫۰ میلی‌متر (۲٫۱۲۵ اینچ) × ۸۹ میلی‌متر (۳٫۵ اینچ) بود که روی یک کارت با اندازه ۶۴ میلی‌متر (۲٫۵ اینچ) × ۱۰۰ میلی‌متر (۴ اینچ) نصب شده‌بود. در سال ۱۸۵۴، ایگن دیسری موفق به اختراع روش دیگری نیز شده بود؛ روشی که می‌توانست با یک نگاتیو منفرد هشت نگاره را بر روی یک صفحه بگنجاند، که هزینه‌های تولید را کاهش می‌داد. متداول شدن کارت ویزیت سرعت آهسته‌ای داشت و آغاز بهره‌برداری گسترده تا سال ۱۸۵۹ به طول انجامید؛ زمانی که ایگن دیسری عکس‌های امپراتور ناپلئون سوم را در این قالب منتشر کرد. برای این قالب این یک موفقیت ناگهانی بود. اختراع جدید بسیار محبوب شد و به عنوان "cardomania" شناخته شد و در سراسر اروپا گسترش یافت و سپس به سرعت به آمریکا و سایر نقاط جهان گسترش یافت.

## نگارخانه

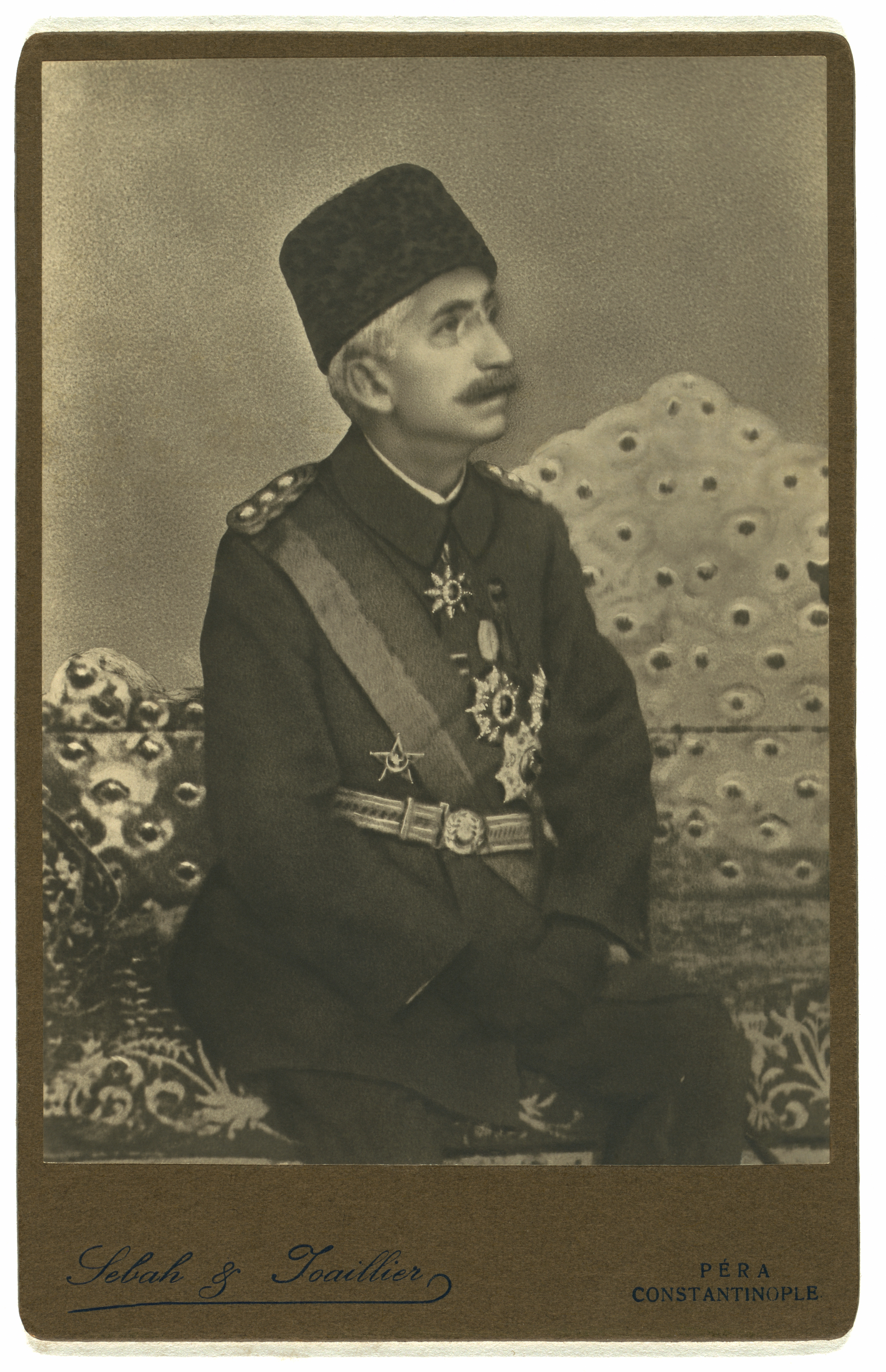
کارت ویزیت Sébah & Joaillier
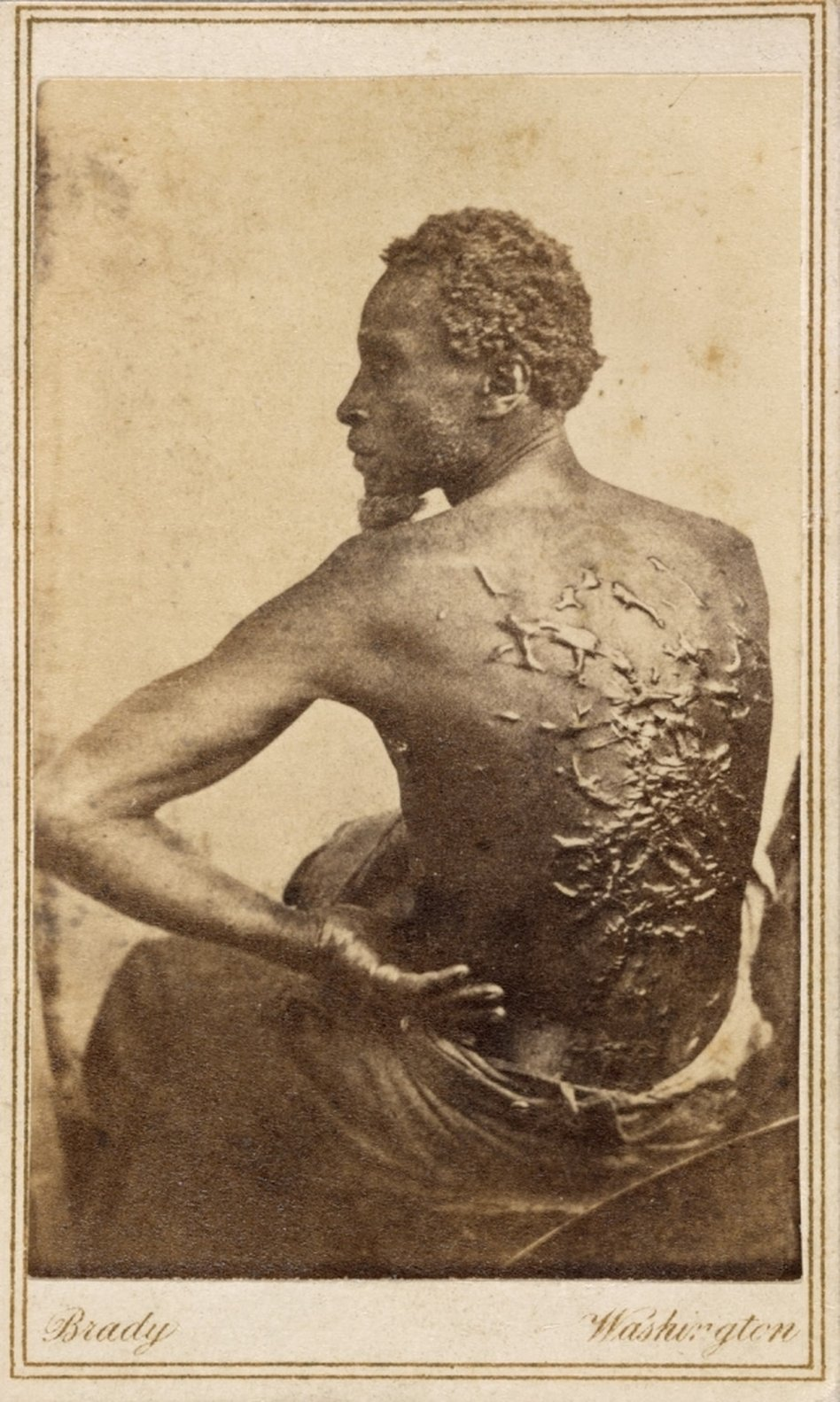
کارت ویزیت متیو بریدی